# Japonse rok

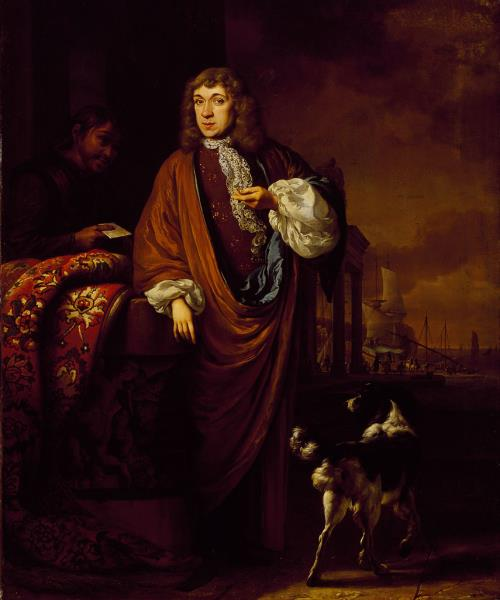
Portret van Abraham van Bronckhorst (1656-?) in japonse rok geschilderd door Jan Weenix (1640 - 1709-19) in 1688. Collectie Amsterdam Museum.

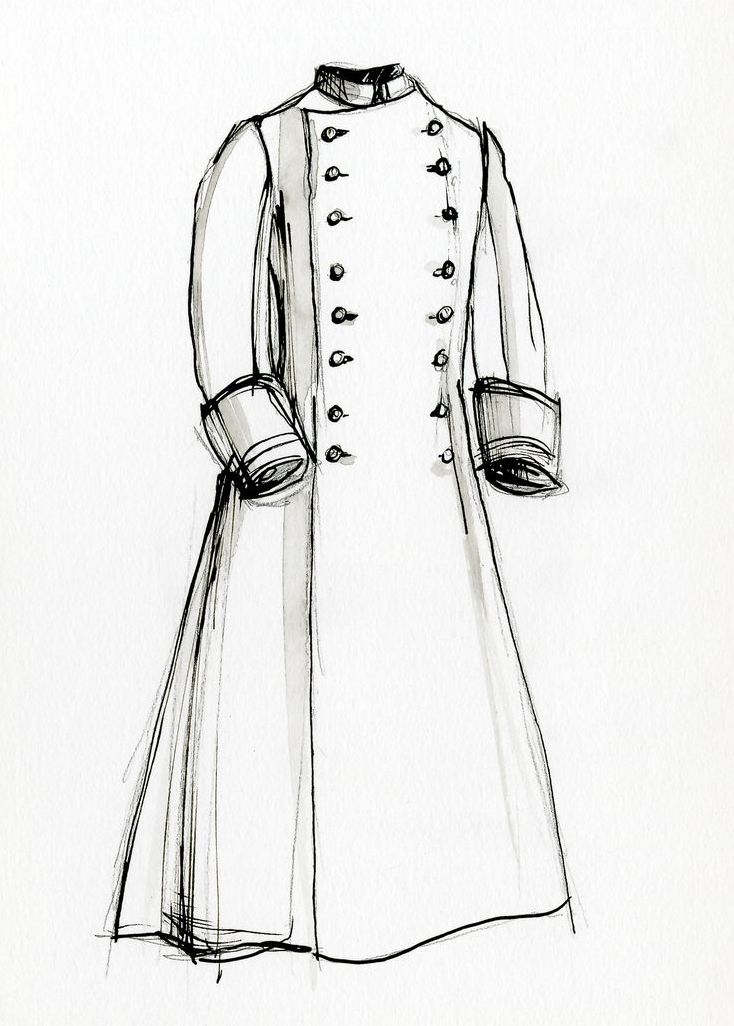
Tekening van een Banyan, door David Ring in opdracht van ModeMuseum Provincie Antwerpen.

De japonse rok is een kamerjas die in de 17de en 18de eeuw binnenshuis of tijdens informele gelegenheden gedragen werd. Ook bekend als 'Japonsche rock', 'Kamerjas' en 'Banyan'. Heren uit de Nederlandse elite lieten zich graag portretteren in japonse rok; deze was onderdeel van het negligé en was een geliefd statussymbool.

## Periodisering
In de 17de en 18de eeuw kwam de japonse rok in Nederland voor. Het oudst bewaard gebleven model dateert uit ca. 1675-1702 en kan worden gevonden in de collectie van het Rijksmuseum, Kunstmuseum en Centraal Museum Utrecht. Het jongst bewaard gebleven model in Nederland dateert uit ca. 1815 en is onderdeel van de collectie van het Museum Rotterdam.

## Historie
Door de exclusieve handelsbetrekkingen vanaf 1609 tussen Nederland en Japan maakte de Nederlandse man kennis met de japonse rok. Leden van de Verenigde Oost-Indische Compagnie (VOC) (1602-1798) ontvingen zijden kimono's als relatiegeschenk van de shogun, de Japanse handelskeizer. De japonse rok vertoont niet alleen in vorm, maar ook in materiaalgebruik en techniek Japanse invloeden. Door het succes van de japonse rok in Europa werden er in landen als India en Nederland kamerjassen als handelswaar gemaakt. Deze landen hebben tevens hun stempel gedrukt op de japonse rok door bijvoorbeeld een lokaal materiaalgebruik.

## Modellen
In de loop der tijd werden japonse rokken in verschillende modellen gemaakt. De vorm van de eerste kamerjassen was afgeleid van originele kimono's. Deze hadden de kenmerkende T-vorm, echter ontbraken de lange mouwen. Ook werd de japonse rok volgens het model van een 'cambaij' gemaakt, wat een meer aansluitende mannenjas naar Perzisch model was.

## Materialen en technieken
Gebruikelijke materialen waarin de japonse rok werd gemaakt zijn: sits, zijde, zijde damast, linnen en katoen. Soms werden zijden watten ook als tussenvoering gebruikt. Verder werden er verschillende beschilderings- en druktechnieken gebruikt voor de bewerking van het materiaal, zoals 'shiborie-zome' (tie-dye), 'kata-zome' (uitsparing), 'yuzen', 'kata kanoko' (imitatie-tie-and-dye), 'sits' en 'tsuijg-ahana' (bloemen op de kruispunten; een combinatie van verschillende technieken). Latere modellen zijn ook vaak onbedrukt of onbeschilderd en bijvoorbeeld uitgevoerd in een effen (changeant) zijde.

## In collecties van Nederlandse musea
In de volgende Nederlandse musea met een mode- en kostuumcollectie is de japonse rok te vinden. 
- Amsterdam Museum
- Centraal Museum Utrecht
- Gemeentemuseum Den Haag
- Huis van Gijn Dordrecht
- Fries Museum Leeuwarden
- Museum Rotterdam
- Paleis het Loo Nationaal Museum Apeldoorn
- Rijksmuseum Amsterdam